# A32 (Botswana)
Die A32 ist eine Fernstraße in Botswana, die die A3 mit Sowa und dem Flughafen Sua Pan (auch als Sowa Airport bekannt) verbindet. Sie ist 37,7 Kilometer lang und ist, als Besonderheit, eine Sackgasse.